# Scottie Scheffler
Scott 'Scottie' Alexander Scheffler (Ridgewood, 21 juni 1996) is een Amerikaanse golfprofessional die speelt op de PGA Tour. Scheffler is de huidige nummer 1 van de wereld volgens de Official World Golf Ranking. Die positie behaalde hij voor het eerst in maart 2022.  In 2022 won hij met de Masters zijn eerste majortoernooi bij de PGA, en deze major wist hij opnieuw te winnen in 2024.

## Jeugd
Scheffler werd geboren in Ridgewood, New Jersey op 21 juni 1996. Zijn vader, die ook Scott heet, groeide op in Englewood Cliffs en ging naar de St. Cecilia High School in Englewood. Zijn moeder, Diane, groeide op in Park Ridge. Scheffler is de enige jongen van hun vier kinderen. Zijn zussen heten Callie, Molly en Sara. Het gezin woonde in Montvale, New Jersey, maar toen Scheffler zes jaar oud was verhuisden ze naar Dallas, Texas.
Scheffler's interesse in golf begon al op driejarige leeftijd, toen zijn ouders hem een set plastic clubs en een bal gaven. Na zijn verhuizing naar Dallas kreeg hij les op de Royal Oaks Golf Club van instructeur Randy Smith, die onder andere coach was van Justin Leonard toen deze The Open Championship won in 1997. Scheffler had veel succes op jeugdniveau en won 75 keer op het PGA-circuit voor junioren. Hier nam hij het onder andere op tegen collegaprof Will Zalatoris.

## Amateur
Toen hij naar de middelbare school ging was Scheffler amper 1,50 meter, maar hij maakte een grote groeispurt door en was al snel meer dan 1,80 meter groot. De snelle groei veroorzaakte rugblessures voor Scheffler, vooral tijdens zijn tweede jaar op de middelbare school. Reeds op de middelbare school was hij succesvol in golf en won hij drie jaar op rij individuele staatstitels (2012 tot 2014). Hiermee evenaarde hij het record van mede-Texaan Jordan Spieth. In 2013 won hij het Amerikaanse kampioenschap golf voor junioren en hij was in 2014 de best gerangschikte junior golfer van het land.
Scheffler maakte als 17-jarige amateur zijn debuut op de PGA Tour in mei 2014 tijdens het HP Byron Nelson Championship. Met zijn zus Callie als caddy haalde hij de cut. In de derde ronde van het toernooi wist hij een hole-in-one te maken en hij eindigde uiteindelijk op een gedeelde 22e plaats. Vanwege zijn amateurstatus kwam hij echter niet in aanmerking voor de uitbetaling van $60.000 prijzengeld.
Scheffler speelde tussen 2014 en 2018 golf aan de Universiteit van Texas, waar hij het team naar drie kampioenschappen hielp en in 2015 werd uitgeroepen tot "Phil Mickelson Freshman of the Year". Hij studeerde in 2018 af met een bachelor in financiën.
In 2016 kwalificeerde Scheffler zich als amateur voor zijn eerste US Open. Hij opende met een eerste ronde 69, maar schoot een tweede ronde 78 en miste de cut met één slag. Het jaar daarop kwalificeerde Scheffler zich opnieuw voor de US Open, en haalde hij wel de cut. Hij eindigde dit toernooi als best geplaatste amateur.

## Professional
In 2018 werd Scheffler professioneel golfer, en hij begon zijn carrière op de Web.com Tour. Door zijn eindstand in het kwalificatietoernooi van 2018 wist Scheffler zijn Web.com Tour-kaart voor het seizoen 2019 te verdienen.
Op 26 mei 2019 won Scheffler met de Evans Scholars Invitational zijn eerste toernooi op de Web.com Tour. Enkele maanden later won hij ook het Nationwide Children's Hospital Championship in Columbus, Ohio. Dit evenement maakte deel uit van de Korn Ferry Tour Finals (de Web.com Tour werd halverwege het seizoen omgedoopt tot de Korn Ferry Tour). Scheffler voerde zowel de puntenlijst van de Finals als de algemene puntenlijst aan en verdiende daarmee een volledig vrijgestelde PGA Tour-kaart voor het seizoen 2020. Hij werd later ook nog uitgeroepen tot Speler van het Jaar op de Korn Ferry Tour.
Zijn eerste seizoen op de PGA Tour betekende ook meteen de doorbraak bij het algemene publiek voor Scheffler. In augustus 2020 eindigde hij namelijk op een gedeelde vierde plaats op het PGA Championship, waarmee hij $528.000 aan prijzengeld won. Op 21 augustus 2020 schoot Scheffler een score van 59 (12 onder par) op The Northern Trust. Zijn ronde was de op één na laagste in de geschiedenis van de PGA Tour en pas de 12e score onder de 60 in de geschiedenis van de PGA Tour. Aan het einde van het seizoen werd Scheffler uitgeroepen tot Rookie van het Jaar op de PGA Tour.
Als gevolg van zijn goede vorm werd Scheffler in 2021 opgenomen in het Amerikaanse team voor de Ryder Cup op Whistling Straits in Kohler, Wisconsin. Hier won hij met Amerika met 19-9 van het Europese team.
Op 13 februari 2022 won Scheffler met het WM Phoenix Open zijn allereerste PGA Tour-titel, en slechts drie weken later won Scheffler meteen zijn tweede PGA Tour-titel in het Arnold Palmer Invitational in Orlando, Florida. Wéér drie weken daarna won Scheffler de WGC-Dell Technologies Match Play in Austin, Texas. Met deze reeks van overwinningen schoof Scheffler op naar de nummer één van de wereld op de Official World Golf Ranking.
Op 10 april 2022 won Scheffler de Masters door Rory McIlroy in de laatste ronde met drie slagen te verslaan. Scheffler werd de vijfde golfer die het Masters Tournament binnenkwam als nummer 1 van de wereld en vervolgens de Masters won, na Ian Woosnam (1991), Fred Couples (1992), Tiger Woods (2001, 2002) en Dustin Johnson (2020). De overwinning was zijn vierde voor het PGA Tour seizoen van 2022, waardoor hij de eerste golfer werd sinds Arnold Palmer in 1960 die zoveel toernooien en de Masters in een tijdsspanne van één seizoen wist te winnen.
Scheffler startte op het Tour Championship van 2022 als leider in de FedEx Cup-stand, en hij begon het toernooi op de eerste plaats met een voorsprong van 2 slagen. Na drie rondes breidde hij zijn voorsprong op zijn concurrenten uit tot 6 slagen, maar in de laatste ronde behaalde hij slechts een score van 73 in de laatste ronde en verloor het toernooi met één slag van Rory McIlroy. Hiermee vestigde hij het dubieuze record van de grootste voorsprong na 54 holes weg te geven in de PGA Tour. Desondanks werd Scheffler begin september uitgeroepen tot Speler van het Jaar op de PGA Tour, waarmee hij voor het eerst de Jack Nicklaus Award won.
In februari 2023 verdedigde Scheffler zijn titel op de WM Phoenix Open, waarmee hij terugkeerde naar de eerste plaats op de Official World Golf Ranking. In maart won Scheffler The Players Championship met vijf slagen en werd voor de tweede keer in het jaar weer nummer één op de Official World Golf Ranking. Scheffler voegde zich bij Tiger Woods en Jack Nicklaus als de enige spelers die het Masters Tournament en The Players Championship in een tijdspanne van 12 maanden wonnen.
In het seizoen 2022-23 noteerde Scheffler 18 opeenvolgende top-12 finishes, de beste reeks na Tiger Woods in 2000-01. Voor het tweede jaar op rij ging hij het Tour Championship in als leider in de FedEx Cup-stand, wat hem een startscore van 10-onder-par opleverde en een voorsprong van twee slagen op eerste achtervolger Viktor Hovland. Hij kende echter een teleurstellend toernooi en eindigde op een gedeelde zesde plaats, 16 slagen achter winnaar Hovland. In september 2023 speelde Scheffler opnieuw voor het Amerikaanse team in de Ryder Cup in Rome, waar ditmaal het Europese team won met 16,5-11,5.
In 2024 lukte het Scheffler om drie toernooien voor een tweede maal te winnen. Naast de Arnold Palmer Invitational en THE PLAYERS Championship was hij voor de tweede keer de beste op The Masters. Een week later wist Scheffler ook de RBC Heritage op zijn naam te schrijven, waarmee hij zijn winsttotaal op 10 bracht.

## Gewonnen toernooien

### PGA Tour
- WM Phoenix Open (2022, 2023)
- Arnold Palmer Invitational (2022, 2024)
- World Golf Championships-Dell Technologies Match Play (2022)
- The Masters (2022, 2024)
- THE PLAYERS Championship (2023, 2024)
- RBC Heritage (2024)

### Korn Ferry Tour
- Evans Scholars Invitational (2019)
- Nationwide Children's Hospital Championship (2019)

### Andere overwinningen
- Hero World Challenge (2023)

1900: Charles Sands ·
1904: George Lyon ·
2016: Justin Rose ·
2020: Xander Schauffele ·
2024: Scottie Scheffler